# 明敬独孤皇后
明敬独孤皇后（めいけいどっここうごう、? - 558年）は、北周の明帝宇文毓の后。本貫は雲中郡。

## 経歴
独孤信の長女として生まれた。若くして寧都郡公宇文毓の夫人として迎えられた。558年1月癸丑、王后に立てられた。4月甲戌、死去した。甲申、昭陵に葬られた。559年（武成元年）、皇后を追贈された。560年（武成2年）、明帝が死去すると、ともに合葬された。 

## 伝記資料
- 『周書』巻9 列伝第1 皇后
- 『北史』巻14 列伝第2 后妃下